# Werthschenhof

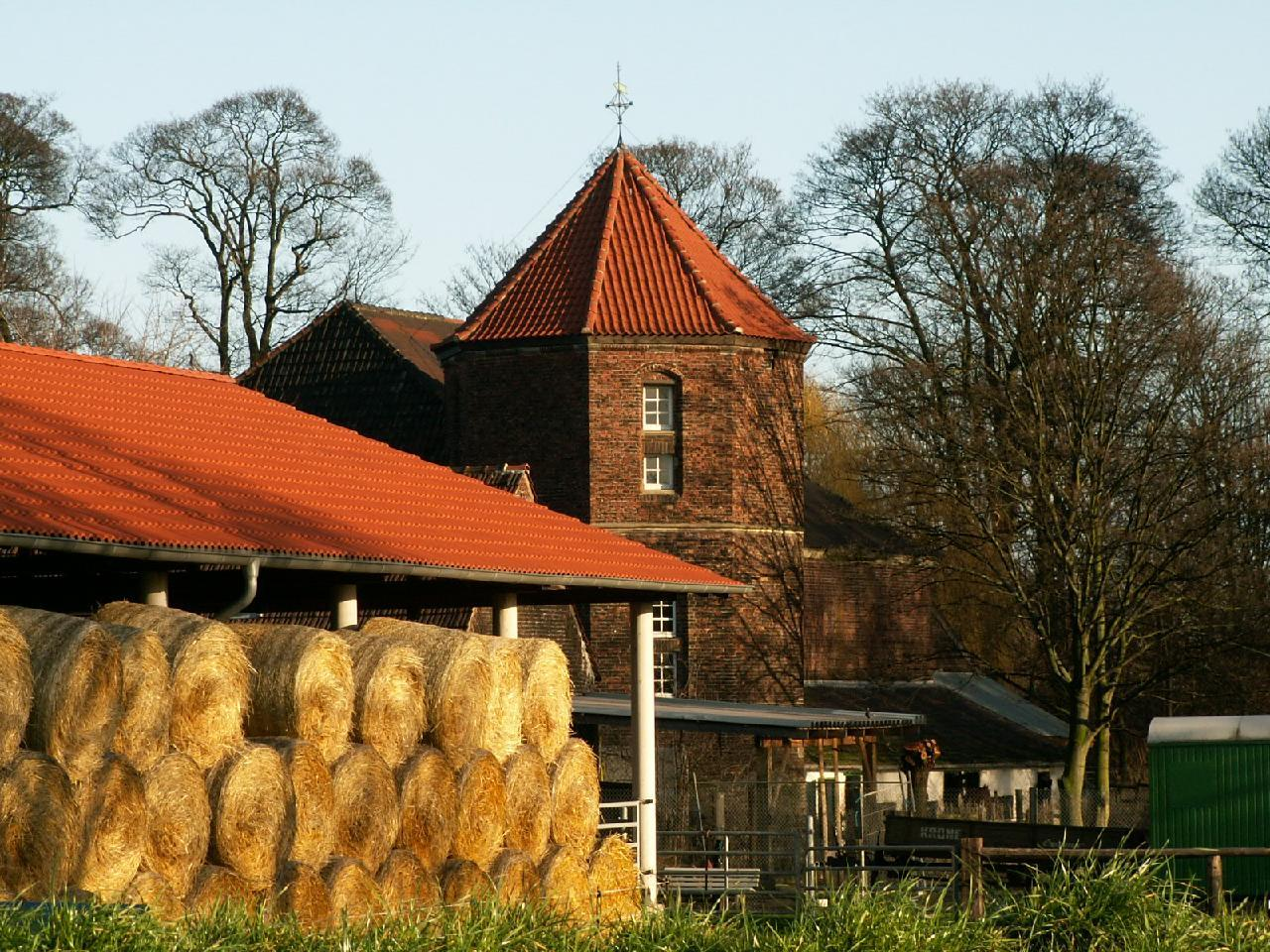
Werthschenhof

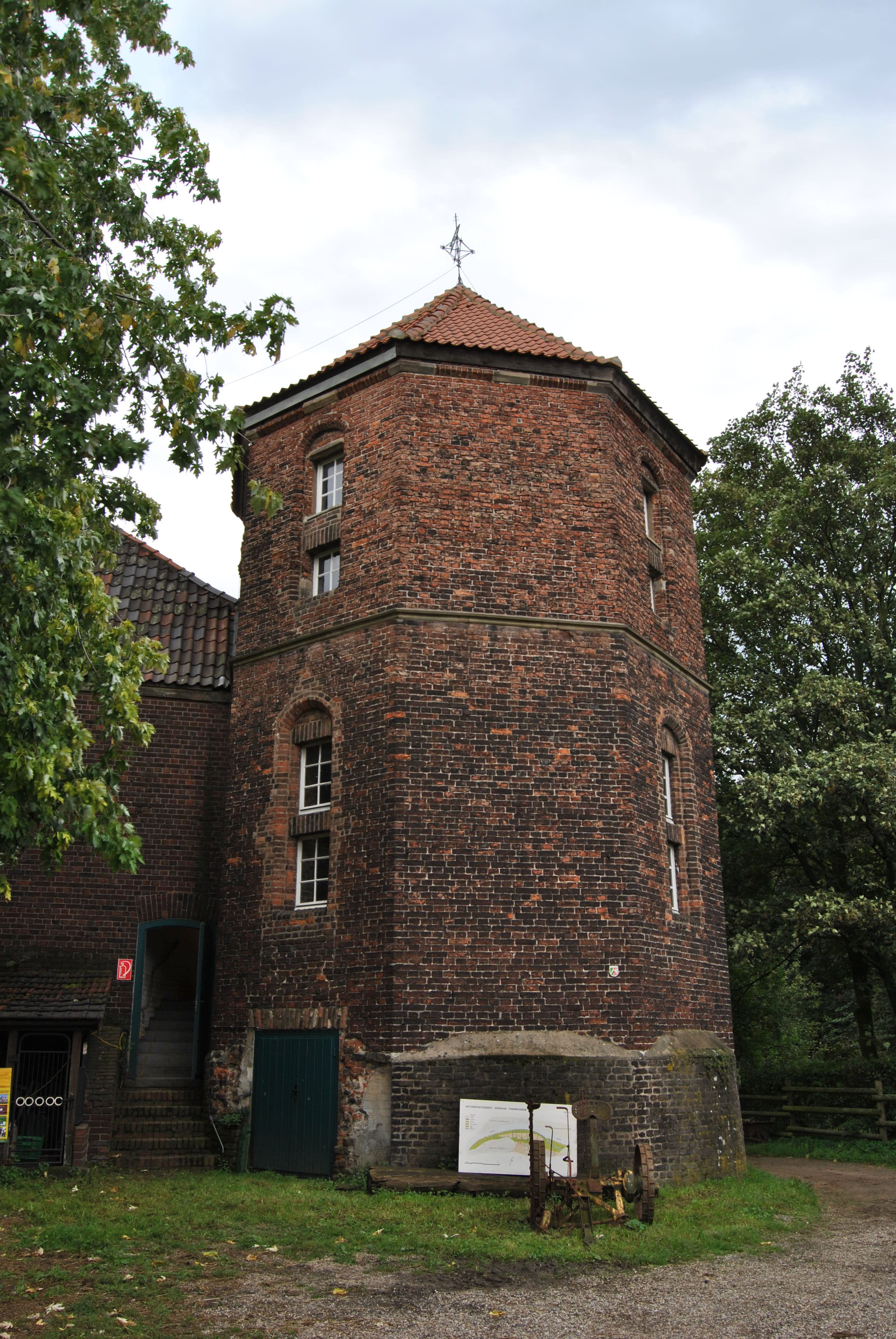
Der erhaltene, achteckige Schlossturm von 1487

Der Werthschenhof ist in Teilen der Rest eines 1487 durch Graf Vincenz von Moers erbauten Jagdschlosses im Stadtteil Rheinhausen von Duisburg.
Der Name des Hofes leitet sich von Werder bzw. Werth ab, was eine Flussinsel oder einen Landstrich zwischen Fluss und stehendem Gewässer bezeichnet. Der Werthschenhof lag also ursprünglich auf einer Rheininsel.

## Geschichte
Die Ursprünge des Hofes werden in frühmittelalterlicher Zeit vermutet. Man geht davon aus, dass sich bereits zu dieser Zeit eine Wehranlage des Königshofes von Friemersheim auf dem Werth befand.
Ursprünglich um 1200 von den Herren von Friemersheim als Burg errichtet wurde der Besitz 1366 durch Ritter Bovo von Friemersheim zunächst an Johann von Moers verpfändet und ging schließlich 1392 endgültig in den Besitz der Herren von Moers über. Graf Vinzenz von Moers ließ 1487 anstelle der Burg ein Jagdschloss für die niedere Jagd einrichten, welches 1584 bis auf den erhaltenen 8-eckigen Backsteinturm durch Brand zerstört wurde. Dies geschah wahrscheinlich gezielt während des truchsessischen Krieges durch den Grafen Adolf von Moers, um sie nicht seinem Gegenspieler Erzbischof Ernst von Bayern in die Hände fallen zu lassen.
1812 ersteigerte Scheidtmann den Hof für 83.100 Francs. Der Hof war häufig verpfändet, kam 1828 an die Grafen von Spee, 1927 an die Familie Krupp und ist seit 1991 im Besitz der Stadt Duisburg.
1910 wurde ein Silbermünzhort in einem Topf gefunden, daraus ist eine spanische Münze auf 1568 datiert. Vergraben wurde der Topf vermutlich im Befreiungskrieg der Niederländer gegen Spanien im Jahr 1598. Bei den Ausgrabungen, die zu dem Fund führten, wurden mehrere Fundamente übereinander festgestellt und auch eine römische Münze gefunden.
1,5 km nördlich vom Werthschenhof liegt der Borgsche Hof, eine weitere Burganlage. Diese ist bereits 1050 als Hauptort der Abtei Werden und Sitz des Hofgerichts erwähnt. 1961 fanden hier archäologische Grabungen des Rheinischen Landesmuseums statt, die lediglich Belege für die Zeit ab dem 11./12. Jahrhundert für die „Borch“ der Ritter von Friemersheim fanden. Aus dem Umfeld des Werthschen Hofes, an der Saar- und Rheingoldstraße, sind jedoch auch römische (aus dem 1. Jahrhundert) beziehungsweise fränkische (aus dem 7./8. Jahrhundert) Gräber bekannt, die auf wichtige Siedlungen in der Nähe des Werthschenhofes in diesen Zeiträumen hindeuten.
Von den ursprünglich vier Wehrtürmen ist noch der achteckige Südostturm auf dem heutigen Bauernhof erhalten.
Der Bauernhof bewirtschaftet die umliegenden Ländereien innerhalb des Naturschutzgebietes Rheinaue Friemersheim. Dazu gehören auch Obstwiesen mit alten Sorten wie "Rheinischen Krummstiel" oder "Bohnapfel". Außerdem wird eine Pferdehaltung betrieben, die sich auf die Zucht von Haflingern spezialisiert hat.